# NGC 50
NGC 50 é uma galáxia elíptica (E-S0) localizada na direcção da constelação de Cetus. Possui uma declinação de -07° 20' 42" e uma ascensão recta de 0 horas, 14 minutos e 44,6 segundos.